# Eerste divisie 1964/65
Het seizoen 1964/65 van de Nederlandse Eerste Divisie had Willem II als kampioen. De club uit Tilburg promoveerde daarmee samen met Elinkwijk naar de Eredivisie. Beide clubs waren na 30 speelronden al zeker van promotie naar het hoogste niveau, alleen was hun puntenaantal gelijk waardoor er nog geen kampioen benoemd kon worden. Om dit probleem op te lossen werd een kampioenswedstrijd gespeeld op het veld van BVV. Willem II won deze wedstrijd met ruime cijfers: 6–2 en kon zich ten koste van Elinkwijk kampioen Eerste divisie noemen.
Na afloop van dit seizoen fuseerden Enschedese Boys en Eredivisionist Sportclub Enschede tot FC Twente.

## Eerste divisie

### Deelnemende teams
| Club            | Plaats     | Accommodatie           | Capaciteit | Trainer                                        |
| --------------- | ---------- | ---------------------- | ---------- | ---------------------------------------------- |
| Alkmaar '54     | Alkmaar    | Alkmaarderhout         | 20.000     | Ludwig Veg                                     |
| Blauw-Wit       | Amsterdam  | Olympisch Stadion      | 65.000     | Keith Spurgeon                                 |
| DHC             | Delft      | Brasserskade           | 18.000     | Rinus Loof                                     |
| De Volewijckers | Amsterdam  | Buiksloterbanne        | 12.500     | Jan van Asten                                  |
| Eindhoven       | Eindhoven  | Aalsterweg             | 27.000     | Jacques de Wit                                 |
| Elinkwijk       | Utrecht    | Amsterdamsestraatweg   | 13.000     | Joop de Busser                                 |
| Enschedese Boys | Enschede   | Heekpark               | 25.000     | Jovan Jovanović                                |
| Excelsior       | Rotterdam  | Woudestein             | 11.000     | Rinus Smits                                    |
| Holland Sport   | Den Haag   | Houtrust               | 25.000     | Denis Neville Ron Groenewoud (bij afwezigheid) |
| N.E.C.          | Nijmegen   | Goffertstadion         | 29.000     | Jan Remmers                                    |
| RBC             | Roosendaal | De Luiten              | 5.900      | Rinus Gillisse                                 |
| Veendam         | Veendam    | De Langeleegte         | 13.000     | Otto Bonsema                                   |
| Velox           | Utrecht    | Koningsweg             | 6.750      | Daan van Beek                                  |
| Volendam        | Volendam   | Julianastraat          | 15.000     | Ron Dellow                                     |
| VVV             | Venlo      | De Kraal               | 17.500     | Josef Gesell                                   |
| Willem II       | Tilburg    | Gemeentelijk Sportpark | 20.000     | Jaap van der Leck                              |

### Eindstand
| pos | club            | gs | w  | g  | v  | pnt | dv | dt | ds  |
| --- | --------------- | -- | -- | -- | -- | --- | -- | -- | --- |
| 1.  | Willem II       | 30 | 17 | 6  | 7  | 40  | 61 | 37 | 24  |
| 2.  | Elinkwijk       | 30 | 18 | 4  | 8  | 40  | 44 | 29 | 15  |
| 3.  | Blauw-Wit       | 30 | 14 | 9  | 7  | 37  | 53 | 39 | 14  |
| 4.  | Velox           | 30 | 13 | 11 | 6  | 37  | 54 | 42 | 12  |
| 5.  | Volendam        | 30 | 14 | 6  | 10 | 34  | 64 | 50 | 14  |
| 6.  | Eindhoven       | 30 | 11 | 10 | 9  | 32  | 58 | 53 | 5   |
| 7.  | Enschedese Boys | 30 | 11 | 7  | 12 | 29  | 61 | 61 | 0   |
| 8.  | VVV             | 30 | 9  | 11 | 10 | 29  | 46 | 51 | -5  |
| 9.  | De Volewijckers | 30 | 8  | 12 | 10 | 28  | 52 | 51 | 1   |
| 10. | N.E.C.          | 30 | 10 | 8  | 12 | 28  | 55 | 59 | -4  |
| 11. | Alkmaar '54     | 30 | 13 | 2  | 15 | 28  | 54 | 61 | -7  |
| 12. | DHC             | 30 | 9  | 8  | 13 | 26  | 47 | 60 | -13 |
| 13. | Holland Sport   | 30 | 7  | 11 | 12 | 25  | 39 | 45 | -6  |
| 14. | RBC             | 30 | 9  | 7  | 14 | 25  | 44 | 54 | -10 |
| 15. | Veendam         | 30 | 7  | 8  | 15 | 22  | 42 | 62 | -20 |
| 16. | Excelsior       | 30 | 5  | 10 | 15 | 20  | 34 | 54 | -20 |

#### Legenda
| Kleur | Kwalificatie voor                 |
| ----- | --------------------------------- |
|       | Promotie naar de Eredivisie       |
|       | Degradatie naar de Tweede divisie |

### Uitslagen
|                 | ALK   | BLW   | DHC   | EVV   | ELI   | ENB   | EXC   | HOL   | NEC   | RBC   | VEE   | VLX   | VOL   | VWK   | VVV   | WIL   |
| --------------- | ----- | ----- | ----- | ----- | ----- | ----- | ----- | ----- | ----- | ----- | ----- | ----- | ----- | ----- | ----- | ----- |
| Alkmaar '54     |       | 0 – 2 | 1 – 3 | 2 – 1 | 5 – 3 | 0 – 1 | 1 – 2 | 1 – 1 | 0 – 1 | 2 – 1 | 4 – 1 | 0 – 1 | 4 – 3 | 2 – 1 | 4 – 0 | 2 – 3 |
| Blauw-Wit       | 2 – 4 |       | 1 – 2 | 1 – 1 | 0 – 1 | 6 – 3 | 2 – 2 | 2 – 0 | 2 – 1 | 1 – 1 | 1 – 0 | 0 – 1 | 2 – 1 | 3 – 3 | 4 – 2 | 1 – 4 |
| DHC             | 2 – 3 | 1 – 2 |       | 1 – 3 | 1 – 0 | 2 – 1 | 4 – 6 | 3 – 3 | 3 – 1 | 1 – 0 | 1 – 2 | 0 – 2 | 1 – 4 | 1 – 0 | 0 – 2 | 1 – 1 |
| Eindhoven       | 4 – 5 | 1 – 3 | 4 – 0 |       | 0 – 1 | 0 – 1 | 2 – 2 | 2 – 2 | 0 – 0 | 3 – 2 | 2 – 1 | 2 – 1 | 2 – 2 | 2 – 4 | 2 – 1 | 2 – 2 |
| Elinkwijk       | 2 – 0 | 2 – 0 | 4 – 0 | 4 – 2 |       | 3 – 2 | 3 – 0 | 3 – 0 | 2 – 1 | 3 – 0 | 4 – 1 | 0 – 2 | 1 – 0 | 2 – 1 | 2 – 2 | 1 – 0 |
| Enschedese Boys | 6 – 1 | 2 – 1 | 3 – 2 | 3 – 6 | 1 – 0 |       | 2 – 0 | 1 – 1 | 1 – 4 | 2 – 0 | 2 – 3 | 1 – 2 | 1 – 3 | 4 – 1 | 1 – 1 | 1 – 1 |
| Excelsior       | 0 – 0 | 0 – 4 | 1 – 1 | 1 – 2 | 0 – 1 | 1 – 1 |       | 3 – 1 | 2 – 3 | 3 – 1 | 1 – 0 | 1 – 3 | 2 – 4 | 1 – 1 | 0 – 0 | 2 – 2 |
| Holland Sport   | 4 – 0 | 1 – 1 | 3 – 3 | 2 – 1 | 0 – 0 | 3 – 1 | 2 – 0 |       | 0 – 3 | 0 – 0 | 4 – 1 | 2 – 4 | 0 – 1 | 4 – 2 | 0 – 2 | 0 – 1 |
| N.E.C.          | 0 – 3 | 1 – 2 | 4 – 2 | 1 – 2 | 0 – 0 | 1 – 5 | 3 – 0 | 0 – 0 |       | 3 – 5 | 1 – 1 | 3 – 3 | 4 – 2 | 3 – 2 | 3 – 3 | 3 – 2 |
| RBC             | 1 – 3 | 1 – 4 | 1 – 1 | 1 – 1 | 1 – 0 | 1 – 3 | 2 – 0 | 0 – 0 | 3 – 2 |       | 1 – 1 | 3 – 1 | 3 – 1 | 2 – 0 | 1 – 1 | 1 – 2 |
| Veendam         | 2 – 0 | 0 – 1 | 1 – 4 | 1 – 1 | 5 – 0 | 3 – 3 | 1 – 0 | 0 – 4 | 1 – 1 | 1 – 4 |       | 1 – 4 | 1 – 2 | 2 – 2 | 5 – 2 | 1 – 3 |
| Velox           | 2 – 1 | 1 – 1 | 1 – 1 | 3 – 3 | 0 – 1 | 2 – 2 | 1 – 1 | 1 – 0 | 1 – 1 | 4 – 2 | 2 – 2 |       | 1 – 1 | 0 – 3 | 5 – 2 | 1 – 3 |
| Volendam        | 5 – 2 | 1 – 2 | 1 – 1 | 0 – 3 | 3 – 0 | 5 – 1 | 2 – 1 | 3 – 0 | 2 – 1 | 2 – 0 | 3 – 0 | 1 – 1 |       | 3 – 2 | 4 – 4 | 2 – 3 |
| De Volewijckers | 4 – 0 | 1 – 1 | 3 – 3 | 1 – 1 | 2 – 0 | 1 – 1 | 1 – 1 | 1 – 1 | 4 – 2 | 0 – 5 | 2 – 2 | 1 – 1 | 2 – 1 |       | 1 – 1 | 4 – 1 |
| VVV             | 1 – 3 | 0 – 0 | 1 – 0 | 4 – 1 | 0 – 0 | 4 – 3 | 2 – 1 | 3 – 1 | 0 – 2 | 3 – 0 | 0 – 2 | 3 – 0 | 2 – 2 | 0 – 2 |       | 0 – 2 |
| Willem II       | 2 – 1 | 1 – 1 | 1 – 2 | 1 – 2 | 0 – 1 | 3 – 2 | 2 – 0 | 2 – 0 | 6 – 2 | 6 – 1 | 3 – 0 | 0 – 3 | 3 – 0 | 1 – 0 | 0 – 0 |       |

#### Beslissingswedstrijd
Willem II en Elinkwijk eindigden met een gelijk puntenaantal (40) op de eerste plaats. Omdat het doelgemiddelde niet doorslaggevend was, moesten beide clubs een beslissingswedstrijd op neutraal terrein spelen om het kampioenschap van de Eerste divisie.
| Datum + plaats                                                                               | Wedstrijd             | Uitslag       | Scoreverloop |
| -------------------------------------------------------------------------------------------- | --------------------- | ------------- | --- |
| 16 mei 1965, 's-Hertogenbosch, De Vliert 18.000 toeschouwers Scheidsrechter: Ton Nieuwenhoff | Willem II – Elinkwijk | 6 – 2 (6 – 1) | 4' Willy Senders 1–0, 11' Jan Blaauw 1–1, 20' Willy Senders 2–1, 35' Wil van Lee 3–1, 36' Willy Senders 4–1, 39' Frie Nouwens 5–1, 42' Piet Timmermans 6–1, 77' Tonnie Nieuwenhuys 6–2 |

## Topscorers
| #  | Naam                | Club            | Goal |
| -- | ------------------- | --------------- | ---- |
| 1. | Hans Roordink       | Enschedese Boys | 19   |
|    | Willy Senders       | Willem II       | 19   |
| 3. | Theo van Doorneveld | N.E.C.          | 17   |
|    | Dick Tol            | Volendam        | 17   |
| 5. | Hans Verhagen       | Blauw-Wit       | 15   |
|    | Henny van Egdom     | Elinkwijk       | 15   |
|    | Henk Leusink        | Enschedese Boys | 15   |
|    | Piet Boogaard       | De Volewijckers | 15   |
| 9. | Piet Buis           | Alkmaar '54     | 14   |
|    | Frans Derix         | VVV             | 14   |
|    | Piet Timmermans     | Willem II       | 14   |

Alkmaar '54 ·
Blauw-Wit ·
DHC ·
Elinkwijk ·
Enschedese Boys ·
Eindhoven ·
Excelsior ·
Holland Sport ·
N.E.C. ·
RBC ·
Veendam ·
Velox ·
Volendam ·
De Volewijckers ·
VVV ·
Willem II
Eerste klasse

1955/56

Eerste divisie

1956/57 · 1957/58 · 1958/59 · 1959/60 · 1960/61 · 1961/62 · 1962/63 · 1963/64 · 1964/65 · 1965/66 · 1966/67 · 1967/68 · 1968/69 · 1969/70 · 1970/71 · 1971/72 · 1972/73 · 1973/74 · 1974/75 · 1975/76 · 1976/77 · 1977/78 · 1978/79 · 1979/80 · 1980/81 · 1981/82 · 1982/83 · 1983/84 · 1984/85 · 1985/86 · 1986/87 · 1987/88 · 1988/89 · 1989/90 · 1990/91 · 1991/92 · 1992/93 · 1993/94 · 1994/95 · 1995/96 · 1996/97 · 1997/98 · 1998/99 · 1999/00 · 2000/01 · 2001/02 · 2002/03 · 2003/04 · 2004/05 · 2005/06 · 2006/07 · 2007/08 · 2008/09 · 2009/10 · 2010/11 · 2011/12 · 2012/13 · 2013/14 · 2014/15 · 2015/16 · 2016/17 · 2017/18 · 2018/19 · 2019/20 · 2020/21 · 2021/22 · 2022/23 · 2023/24 · 2024/25

Eredivisie · Eerste divisie · Johan Cruijff Schaal · KNVB Beker · Play-offs